# Michael Konsel
Michael Konsel (Bécs, 1962. március 6. –) osztrák válogatott labdarúgókapus.

## Pályafutása

### Klubcsapatban
Pályafutását szülővárosában a First Vienna csapatánál kezdte, de hamarosan a városi sztárcsapat Rapidhoz igazolt. Alapembere lett a kapuban az 1980-as években kétszer is bajnoki címet és két szer is hazai kupagyőzelmet szerző csapatnak. Ő védett 1985-ben a KEK-ben döntőig jutó Rapidban; az Everton elleni rotterdami finálét 3–1-re elvesztette a bécsi csapat. Az 1990-es évek közepén újabb bajnoki és kupagyőzelem után 1996-ban újabb KEK-döntőt játszhatott csapatával, a Paris Saint-Germain ellen Brüsszelben 1–0-ra kapott ki a Rapid. Ebben az évben az év osztrák labdarúgójának választották.
35 évesen igazolt külföldre, az olasz AS Romához, ahol első évében a Serie A legjobb kapusának választották. A következő évben számos sérülés hátráltatta, majd egy évre a Venezia csapatához igazolt. Az élvonalból kieső csapattal fejezte be pályafutását.

### A válogatottban
1985. október 16-án Jugoszlávia ellen mutatkozott be a válogatottban. 13 év alatt 43-szor szerepelt a nemzeti csapatban. Ahogy klubjaik rivalizáltak, az Austria Wien kapusával, Franz Wohlfahrt-tal neki is egész pályafutása alatt küzdenie kellett. Két világbajnokságon vett részt, 1990-ben és 1998-ban. Utolsó válogatott mérkőzése Franciaország ellen volt 1998. augusztus 19-én.

## Sikerei, díjai
KEK-döntős (2)
- 1985, 1996

Osztrák bajnok (3)
- 1987, 1988, 1996

Osztrák kupagyőztes (3)
- 1985, 1987, 1995

Az év osztrák labdarúgója
- 1996

## Külső hivatkozások
- Michael Konsel hivatalos honlapja
- Michael Konsel adatlapja a national-football-teams.com oldalán